# Żukiewicze (sielsowiet Brzostowica)
Żukiewicze, Żukiewicze Małe (biał. Жукевічы; ros. Жукевичи) – wieś na Białorusi, w obwodzie grodzieńskim, w rejonie brzostowickim, w sielsowiecie Brzostowica.
W dwudziestoleciu międzywojennym wieś leżała w Polsce, w województwie białostockim, w powiecie grodzieńskim, w gminie Brzostowica Mała.
Według Powszechnego Spisu Ludności z 1921 roku zamieszkiwało tu 136 osób, wszystkie były wyznania prawosławnego i zadeklarowały białoruską przynależność narodową. Było tu 25 budynków mieszkalnych.